# Rudolf Leberl
Rudolf Leberl, né en 1884 à Hochsemlowitz, en royaume de Bohême – mort en 1952 à Donaustauf près de Ratisbonne, est un compositeur et enseignant tchécoslovaque. Il a composé des œuvres symphoniques, de la musique de chambre, des œuvres pour piano et instruments à vent. Il est surtout connu pour ses compositions pour la guitare.